# Barton Booth
Barton Booth, född 1681 och död 10 maj 1733, var en engelsk skådespelare och teaterledare. Barton Booth var farfar till skådespelaren Junius Brutus Booth.
Booth som 1713-27 tillsammans med Colley Cibber och Robert Wilks ledde Drury Laneteatern i London. Han var i sin tids pompöst deklamatoriska stil det tidiga 1700-talets främste tragiker. Booth blev särskilt berömd i sin roll som Cato.